# هيلين الطروادية (فلم)
من إنتاج شركة وارنر بروس عام 1956، وهو من أفلام الملاحم التاريخية مأخوذ عن الالياذة وهي ملحمة تاريخية عن حرب طروادة كتبها الشاعر هوميروس. والفيلم من إخراج روبرت وايز، سيناريو وحوار هيو غراى وجون تويست، معالجة درامية لهيو غراى و ريتشارد ناش، موسيقى ماكس ستينر وتصوير سينمائي ل هارى سترادلينج.

## القصة
تروي أحداث الفيلم قصة حرب طروادة، إن كان يتضمن أحداثاً تختلف عن النص الأصلي لللإلياذة. يبدأ الفيلم بسفر باريس أمير طروادة لإسبارطة لابرام معاهدة سلام مع ملك إسبارطة وتشاء الأقدار أن تتحطم سفينته إثر عاصفة فتحمله الأمواج لشواطئ إسبارطة وتجده هيلين ملكة إسبارطة فيقع في غرامها، يذهب باريس للقصر ويقابل مينلاوس الذي يتشاور هو وملوك اليونان إن كانوا سيعلنوا الحرب على طروادة أم لا. في الوقت نفسه يلاحظ مينلاوس تبادل نظرات الحب بين زوجته هيلين وباريس في حين أن كلاهما يدعى أنها مجرد صداقة، فيقرر التخلص منه. وبعد أن افتتضح امرهما تحذر هيلين باريس فيقررا الهرب إلى طروادة. فيجتمع قادة اليونان بحجة الثأر لشرف مينلاوس، يبدأحصار طروادة والمزيد من إراقة الدماء يضع باريس في دائرة الاتهام بتوريط بلاده في مجازر كانت في غنى عنها حتى يتبين في نهاية الفيلم أن الحرب على طروادة من أجل استعادة هيلين ما هي إلا حجة لغزو طروادة والإستيلاء على خيراتها. تتنتهى الحرب بانتصار جيش إسبارطة بفضل خدعة حصان طروادة ويقبض مينلاوس على هيلين وباريس عندما يحاولان الفرار، وتحدث المواجهة بينهم ويكاد ينتصر باريس على غريمه مينلاوس لولا أن جاءته طعنة من الخلف افسدت قواعد المبارزة الشريفة. تعود هيلين مع زوجها إلى إسبارطة رغماً عنها ولعل عزاءها الوحيد أن يجمعها القدر مع باريس مرة أخرى.
يختلف هذا العمل الفني عن الرواية الأصلية كثيراً فمثلاً، يظهر باريس وكأنه بطل وقائد عظيم وأن معظم القادة في اليونان متأمرين وخونة، ويسعون للإستيلاء على طروادة فقط وليس كما يزعمون لاسترجاع هيلين.

## إنتاج
صُور الفيلم باستديو شينشيتا بروما.

## فريق العمل
- روزانا بوديستا- هيلين.
- جاك سيرناس[الإنجليزية]- باريس.
- سيدرك هاردويك- بريام.
- ستانلى باكر- أخيل.
- ماكجينيس[الإنجليزية] - مينيلوس.
- روبرت دوغلاس[الإنجليزية] - أجاممنون.
- نورا سوينبرن[الإنجليزية] - هيكوبا.
- تورين تاتشر[الإنجليزية] - أوديسيوس.
- هاري اندروز[الإنجليزية] - هيكتور.
- رونالد لويس - اينيس.
- بريجيت باردو - اندراست.
- مارك لورنس - ديوميديس.
- ماكسويل ريد - اياكس.
- روبرت براون - بوليدروس.
- باربرا كافان - كورا.
- باتريشيا مارمونت[الإنجليزية] - أندروماكا.
- غيدو نوتاري - نيستور.
- تونيو سيلوارت[الإنجليزية] - أليفوس.
- جورج زوريتش[الإنجليزية] - راقص.
- إسموند فارس - الكهنة.
- تيرينس لابروس - فطرقل.
- هاري سيميلز[الإنجليزية] - باتيس.
- جانيت سكوت - كاساندرا.
- إدواردو كينالي[الإنجليزية] - أندروس.

## أماكن عرض الفيلم
- النمسا يناير 1956.
- الأرجنتين 26 يناير 1956.
- أستراليا 26 يناير، 1956.
- فنلندا 26 يناير 1956.
- البرتغال 26 يناير 1956.
- السويد 26 يناير 1956.
- تركيا 26 يناير 1956.
- المملكة المتحدة 26 يناير 1956 (لندن).
- الولايات المتحدة الأمريكية 26 يناير 1956.
- ألمانيا الغربية 26 يناير 1956.
- بلجيكا 27 يناير 1956.
- فرنسا 1 فبراير 1956.
- الدنمارك 20 مارس 1958.

## اقرأ أيضاً
- ميثولوجيا إغريقية[الإنجليزية].
- قائمة أفلام تاريخية[الإنجليزية].
- حصار طروادة.
- آخيل

## وصلات خارجية
- مقالات تستعمل روابط فنية بلا صلة مع ويكي بيانات

1. ↑  'The Top Box-Office Hits of 1956', Variety Weekly, January 2, 1957